# Sperosoma quincunciale
Sperosoma quincunciale is een zee-egel uit de familie Echinothuriidae. De zee-egel heeft een hard pantser, bedekt met stekels. Het pantser bestaat uit kleine plaatjes waarop zich knobbels bevinden. De stekels zijn vastgehecht door middel van een kogelgewricht.
De wetenschappelijke naam van de soort werd in 1904 gepubliceerd door Johannes Cornelis Hendrik de Meijere.